# Neosynaptops punctaticeps
Neosynaptops punctaticeps is een keversoort uit de familie bladrolkevers (Attelabidae). De wetenschappelijke naam van de soort werd in 2002 gepubliceerd door Riedel.